# 期数列外
期数列外（きすうれつがい、朝鮮語：기수 열외）とは、韓国海兵隊でおこなわれるとされる特有の悪習としての、集団いじめである。同国の海兵隊では入営時期を示す期数を基準に位階序列が生まれているが、特定人物をこのような位階から除外することを意味している。期数列外とは、特定の海兵を海兵隊の隊員たちの間で、新兵が先輩として遇せず、先輩隊員も後輩として扱わないというものであり、部隊での生活にうまく適応できず劣後しているか、隊員たちの尺度からはみ出した特定の兵士を、隊員の間で若干名の上級者の主導の下に下級者までが賛同し、集団で無視したりいじめたりする行為をいう   。

## 期数列外の歴史
1995年から1997年まで、韓国海兵隊第2師団に勤務していた海兵第759期のある人によれば、自身の兵役中には期数列外という言葉はまったく無かったと証言したが、2005年から2007年まで海兵隊第1師団に勤務した別のある人は、自らが兵長になった頃、期数列外なる行為が中隊に流れ込み始めたと証言した。2011年7月14日、韓国軍の人権センターは「一部の言論によると第800期台後半に初出したとのことだが、実はかなり前から続いてきた悪習である」と強調した。しかし、海兵隊の多くの前任者の証言を土台に、期数自体をはなから無力化させるこの不文律は、部隊別の差異はあるものの大体第1000期を起点に第1師団の兵力を中心に流入しはじめたものと海兵隊では認識しており、従来発生してきた期数問題は、過去の防衛兵 (戦時以外には徴兵されず予備役として郷土の防衛に当たる者) と現役兵との間の軋轢が存在した部分を、一部の言論機関が誤って報道したものと、海兵隊では認識しているという。以前の防衛兵は常勤予備役に置き換えられつつ海兵隊員としての期数が付与され、一定部分は解消されているとされる。なお、最近では海兵隊だけではなく韓国空軍でも不適応兵士を期数列外の対象にするという事例が発覚している。

## 期数列外の形態
2011年7月14日、韓国軍人権センターの調査結果の発表によると、新兵からも反発や罵倒、殴打、無視をされる期数列外は、兵長たちの会議で決定され、上等兵が下達するという手口で成り立ち、兵営生活に適応しない者が主に対象となり、悪習撤廃を試みる兵、いわゆる「顧問官」、しばしば医務室との間を往来する兵、期数列外を被った将兵に同情心を見せたり言葉をかける兵なども対象となるとの調査結果がでたという。

## 関連事件
2011年6月3日、韓国国家人権委員会は、浦項の海兵隊第1師団で、暴行事件を上級者に口外した兵が期数列外に遭い、位階秩序を無視され、新兵が先任士兵に敬語を使わず暴行をし、人格的屈辱を与えた事例があったと明らかにした。2011年6月23日、ソウル高等法院の行政7部は韓国海兵隊第2師団で軍務中に上級者のいじめ行為により精神疾患を起こしたと主張した転役兵の、国家有功者登録拒否処分の取消訴訟では「海兵隊の兵士たちの間では、殴打・いじめ行為を耐え忍ぶことが伝統と考えられており、暴行の事実を上級者に知らせれば、加害者である先任兵が被害者より後の期数であるにもかかわらず、被害者に対するぞんざいな言葉遣いと暴行が許容され、人格的な羞恥心を与えられる、期数列外なとの閉鎖的組織文化が澎湃として生じている」と指摘し、原告の勝訴判決をくだした。

2011年7月4日には、韓国海兵隊第2師団でキム某上等兵 (19歳) が期数列外を被ったことを怨み、同僚兵たちを照準射撃し、4名を射殺し1名を負傷させたのち、手榴弾にて自殺を図るという江華島海兵隊銃乱射事件が発生した。

## 参考
1. ↑  キム上等兵、海兵隊でのいじめに遭ったか? (キム・ヒョンウォン記者) 朝鮮日報 （朝鮮語）
2. ↑  軍、性格検査システム問題あるが…キム上等兵訓練所時代精神異常判定 国民日報 （朝鮮語）
3. ↑  チョ・ヒョノ記者 (2011年7月15日) (朝鮮語). メディアの今日. http://www.mediatoday.co.kr/news/articleView.html?idxno=96375 title=「灼熱した匙を尻に押し付け」海兵隊衝撃の実態
4. ↑   法院「銃乱射、海兵部隊5年前にも殴打蔓延」確認、ヘラルド経済 （朝鮮語）